# پوند پایین (کالینینگراد)
پوند پایین (انگلیسی: Lower Pond) یک دریاچه در استان کالینینگراد کشور روسیه است.